# Massoulès
Massoulès è un comune francese di 214 abitanti situato nel dipartimento del Lot e Garonna nella regione della Nuova Aquitania.

## Attività
- Arboricoltura
- Pollicoltura
- Allevamento

## Società

### Evoluzione demografica
Abitanti censiti